# Concerto pour violon de Rubinstein
Pour les articles homonymes, voir Concerto pour violon (homonymie).
Le Concerto pour violon en sol majeur, op. 46, est le seul concerto pour violon d'Anton Rubinstein.
Il est écrit dans le style romantique durant l'été 1857, alors que le compositeur séjourne à Baden Baden. La partition est publiée par CF Peters en 1859 avec une dédicace au violoniste Henryk Wieniawski, qu'il avait rencontré dès 1847. Le concerto est joué le 11 juin 1881 au Crystal Palace de Londres, avec Rubinstein à la baguette, et Léopold Auer au violon.

## Structure

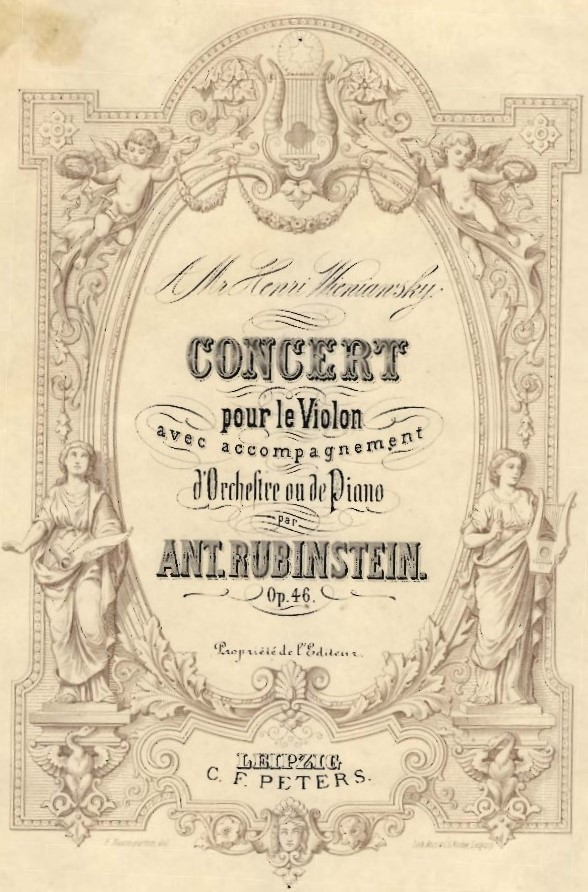
Couverture de la Partition du concerto pour violon et orchestre d'Anton Rubinstein

Le concerto est constitué de trois mouvements :
1. Moderato assai
2. Andante
3. Moderato assai

Sa durée est d'environ 37 minutes.

## Instrumentation
| Instrumentation du Concerto pour violon                                                |
| Bois                                                                                   |
| 2 flûtes, 2 hautbois, 2 clarinettes en la, 2 bassons                                   |
| Cuivres                                                                                |
| 4 cors en fa, 2 trompettes en sol                                                      |
| Percussions                                                                            |
| timbales en sol et ré                                                                  |
| Cordes                                                                                 |
| 1 violon soliste, premiers violons, seconds violons, altos, violoncelles, contrebasses |

## Analyse
Il n'y a rien de particulièrement russe dans l'œuvre, qui montre le savoir faire d'un Mendelssohn et une maîtrise technique incontestablement professionnelle de la structure et de l'orchestration.
Le premier mouvement s'ouvre sur une introduction orchestrale basée sur le thème principal du mouvement, avant l'entrée dramatique du soliste, qui reprend ensuite le thème principal, suivi d'un passage et d'un matériau plus lyrique, développé avec l'orchestre, avec brèves cadences et excitation finale. 
Le mouvement lent s'ouvre sur un thème orchestral aux allures d'hymne et un solo de trompette avant l'entrée du soliste dans un registre aigu, poursuivant sur un commentaire tendrement lyrique du matériau, avant de passer à une musique plus intense. 
La sérénité de la fin du mouvement est immédiatement brisée par ce qui suit, un finale animé, avec un matériau thématique contrasté qui apporte néanmoins des moments de détente et de drame final.

## Réception
Comme la plupart des œuvres de Rubinstein, le Concerto pour violon reflète son orientation vers la musique savante d'Europe occidentale. Sa conception formelle et la mise en forme de ses mouvements révèlent clairement les caractéristiques du concerto du XIXe siècle, poursuivant une ligne de tradition qui découle en grande partie des œuvres de Ludwig van Beethoven et est devenue de rigueur pour les générations de compositeurs suivantes. Son contour formel suit la séquence de mouvements rapide-lent-rapide typique du concerto du XIXe siècle. De plus, le mouvement d'ouverture et le finale révèlent des éléments essentiels de forme sonate caractéristiques des périodes classique et romantique.
Bien qu'écrit pour un virtuose (Henryk Wieniawski), l'opus 46 ne peut pas être classé comme un « concerto virtuose » typique, où l'accent est mis sur la démonstration de virtuosité et la prédominance du soliste tandis que l'orchestre ajoute simplement un accompagnement subordonné. Au contraire, la pièce de Rubinstein présente de nombreuses caractéristiques associées au concerto symphonique, où le soliste et l'orchestre s'affrontent comme des partenaires égaux et sont parfois étroitement liés. Cela est déjà évident dès l'ouverture : après vingt-quatre mesures, le violon solo fait irruption dans l'exposition orchestrale, donnant lieu à un dialogue entre soliste et orchestre qui culmine dans l'énoncé du thème principal par le violon. Le fait que l'exposition orchestrale manque du groupe thématique secondaire, qui est réservé à l'exposition solo, donne au soliste plus de latitude pour se développer, mais sans supprimer l'orchestre. En effet, violon solo et orchestre unissent parfois leurs forces pour soutenir l'écriture mélodique. Pourtant, Rubinstein réussit à donner une voix individuelle à l'œuvre en s'écartant habilement des normes formelles.
Dans l'ensemble, le caractère de la partie soliste est moins marqué par des acrobaties enjouées que par un lyrisme gracieux et un cantabile. Cela est particulièrement vrai du mouvement central lent traditionnel, qui, étant légèrement plus court que les mouvements extérieurs, atteint une importance de signal dans la conception formelle.

## Discographie
- Takako Nishizaki (violon), Orchestre philharmonique Slovaque dirigé par Michael Halász (1985) - Marco Polo / Naxos
- Mikhail Bezverchniy (violon) , Orchestre symphonique d'état de Moscou dirigé par Veronika Dudarova (années 1980)